# Лоренцо Сталенс
Лоре́нцо Ста́ленс (нід. Lorenzo Staelens, нар. 30 квітня 1964, Кортрейк) — бельгійський футболіст, що грав на позиції захисника. По завершенні ігрової кар'єри — тренер. Наразі очолює тренерський штаб команди «Серкль».

## Клубна кар'єра
У дорослому футболі дебютував 1982 року виступами за команду клубу «Вайт Стар Лауе», в якій провів п'ять сезонів.
Протягом 1987—1989 років захищав кольори команди клубу «Кортрейк».
Своєю грою за останню команду привернув увагу представників тренерського штабу клубу «Брюгге», до складу якого приєднався 1989 року. Відіграв за команду з Брюгге наступні дев'ять сезонів своєї ігрової кар'єри. Більшість часу, проведеного у складі «Брюгге», був основним гравцем захисту команди.
У 1998 році уклав контракт з клубом «Андерлехт», у складі якого провів наступні три роки своєї кар'єри гравця.  Граючи у складі «Андерлехта» також здебільшого виходив на поле в основному складі команди.
Завершив професійну ігрову кар'єру в японському клубі «Ойта Трініта», за команду якого виступав протягом 2001 року.

## Виступи за збірну
У 1990 році дебютував в офіційних матчах у складі національної збірної Бельгії. Протягом кар'єри у національній команді, яка тривала 11 років, провів у формі головної команди країни 70 матчів, забивши 8 голів.
У складі збірної був учасником чемпіонату світу 1990 року в Італії, чемпіонату світу 1994 року у США, чемпіонату світу 1998 року у Франції, а також чемпіонату Європи 2000 року, який проводився в Бельгії та Нідерландах.

## Кар'єра тренера
Розпочав тренерську кар'єру невдовзі по завершенні кар'єри гравця, 2002 року, очоливши тренерський штаб клубу «Мускрон».
Надалі очолював команду клубу «Ендрахт», а також входив до тренерських штабів клубів «Руселаре» та «Серкль».
З 2013 року очолює тренерський штаб команди «Серкль».

## Досягнення

### Командні
- Чемпіон Бельгії:

«Брюгге»:  1989-90, 1991-92, 1995-96, 1997-98
«Андерлехт»: 1999-2000
- Володар Суперкубка Бельгії:

«Брюгге»:  1990, 1991, 1992, 1994, 1996, 1998
«Андерлехт»:  2000
- Володар Кубка Бельгії:

«Брюгге»:  1990-91, 1994-95, 1995-96

### Особисті
Найкращий гравець чемпіонату Бельгії: 1999